# Charles Sibley
Charles Gald Sibley (7 de agosto de 1917-12 de abril de 1998) fue un ornitólogo y biólogo molecular estadounidense. Tuvo una gran influencia en la clasificación científica de las aves y el trabajo que Sibley inició fue muy importante para la comprensión de la evolución de las aves.

## Biografía
Formado en California (University of California, Berkeley), realizó sus primeros trabajos de campo en las Islas Salomón durante la Segunda Guerra Mundial antes de volver a los Estados Unidos. Fue director del Laboratorio de Ornitología de la Universidad Cornell y del "Peabody Museum" en la Universidad Yale.
Sibley se interesó por la hibridación de ADN y sus implicaciones en la evolución y la taxonomía, y a comienzos de los años 60 comenzó a centrarse en estudios de biología molecular; primero de las proteínas de la sangre y después sobre la electroforesis de las proteínas de la clara de huevo.
A principios de los 70, Sibley fue un pionero en los estudios de la hibridación de ADN-ADN, con el propósito de descubrir las relaciones entre los órdenes modernos de aves. Durante los años 70, Sibley fue una figura controvertida en el campo de la ornitología por motivos tanto personales como profesionales.
A mediados de los 80, su revisión de la filogenia de las aves actuales de acuerdo con estudios de ADN, publicados entre 1986 y 1993 fue a la vez muy controvertida e influyente.
En 1990 Sibley fue elegido presidente del Congreso Internacional de Ornitología. Sus obras, Phylogeny and Classification of Birds (escrito junto con Jon Edward Ahlquist) y Distribution and Taxonomy of Birds of the World (con Burt Monroe) se encuentran entre los trabajos más citados en el área de la ornitología.
Las secuencias de Sibley han sido aceptadas en gran medida por la American Ornithologists' Union, y aunque otros organismos parecidos de otros países no lo han adoptado en su totalidad sí que se han visto influidos por este.

## Algunas publicaciones
- 1939-1942. Estudios e investigaciones sobre las aves fósiles (paleontología)

- 1941-1957. Estudios de las variaciones geográficas, de las especiaciones, y de las hibridaciones interespecíficas en las poblaciones de aves salvajes

- 1957-1993. Estudios en bioquímica y filogénicos, de las moléculas de proteínas y de hibridación de ADN en aves y en mamíferos